# Márkus Péter
Márkus Péter (Budapest, 1956. augusztus 29. –) magyar szobrász, éremművész, Munkácsy-díjas képzőművész.

## Pályafutása
1956-ban született. A '70-es években költözött Szentendrére. A Magyar Képzőművészeti Főiskolán végzett. 1978 óta tagja a Vajda Lajos Stúdiónak. Jelenleg (2018) Szent László-szobrokat készít. 2001-ben járt először Indiában, ahol megihlette az ottani szoborművészet.

## Köztéri szobrai
- EK (vas, 2005, Veszprém, lebontott)
- Páva (vas, 2009, Szigetvár, lebontott)
- Szent László (bronz, egyéb időpontok, az ország bármelyik pontján)
- Szent Imre (kő, 2013, Mezőkövesd)

## Díjak
- Munkácsy Mihály-díj (1998)

## Kiállításai

### Egyéni
- 1989 Balassagyarmat
- 1990, 1995, 1997 Budapest
- 1998 Szentendre
- 1999 Komárom
- 2003 Sopron

### Válogatott, csoportos
- 1984-1999 Pécs
- 1988-1990, 1992, 1994-1996, 1998-1999 Budapest
- 1997 Nyíregyháza
- 2005 Eisenstadt
- 2006 Kassa, Pilsen